# Uruguay
Uruguay (/ˈjʊərəɡwaɪ/ ⓘ YOOR-ə-gwy, tiếng Tây Ban Nha: [uɾuˈɣwaj] ⓘ), quốc hiệu là Cộng hòa Đông Uruguay (tiếng Tây Ban Nha: República Oriental del Uruguay), là một quốc gia ở Nam Mỹ, phía bắc giáp với Brasil, phía tây giáp với Argentina (qua sông Uruguay), phía tây nam là Río de la Plata và phía đông nam hướng ra biển Đại Tây Dương. Đây là quốc gia có diện tích nhỏ thứ hai ở Nam Mỹ, chỉ lớn hơn Suriname.
Colonia del Sacramento - khởi nguồn của Uruguay, là một trong số những khu định cư lâu đời nhất ở Nam Mỹ của người châu Âu được thành lập bởi Đế quốc Bồ Đào Nha. Sau này, Đế quốc Tây Ban Nha đánh chiếm và xây dựng tại vùng đất mà ngày nay là thủ đô Montevideo vào đầu thế kỷ XVIII. Người Uruguay nổi dậy đấu tranh giành độc lập vào những năm 1811-1828 từ ba nước Tây Ban Nha, Argentina và Brasil, hình thành nên quốc gia riêng biệt và xây dựng một nền dân chủ lập hiến kết hợp dân chủ trực tiếp hoàn chỉnh với tổng thống là người đồng thời giữ cả hai vai trò đứng đầu nhà nước và chính phủ.
Ngày nay, Uruguay là một trong số những nền kinh tế phát triển nhất ở khu vực Nam Mỹ với GDP cùng thu nhập bình quân đầu người đều cùng ở mức cao. Theo Tổ chức Minh bạch quốc tế, Uruguay là nước ít tham nhũng nhất ở châu Mỹ Latinh (cùng với Chile). Uruguay đứng đầu ở Mỹ Latinh về các chỉ số dân chủ, chỉ số hòa bình, chính phủ điện tử, đây cũng là nước đứng đầu ở Nam Mỹ về tự do báo chí, chất lượng cuộc sống của tầng lớp trung lưu và mức độ thịnh vượng. Tính theo bình quân đầu người. Quân đội Uruguay là lực lượng có đóng góp số lượng binh lính lớn nhất cho các sứ mệnh gìn giữ hòa bình trên toàn cầu của Liên Hợp Quốc và cũng đồng thời nhiều hơn bất kỳ quốc gia nào khác trên thế giới. Quốc gia này cũng xếp hạng thấp nhất ở Nam Mỹ về chỉ số khủng bố. Ngoài ra, Uruguay cũng đứng thứ 2 trong khu vực về mức độ tự do kinh tế, bình đẳng thu nhập, thu nhập bình quân đầu người và dòng vốn FDI. Uruguay xếp thứ 3 châu lục về chỉ số phát triển con người, tốc độ tăng trưởng GDP hàng năm, tốc độ đổi mới cùng chất lượng cơ sở hạ tầng. Đây là một quốc gia có thu nhập cao theo phân loại của Liên Hợp Quốc. Uruguay là một nhà xuất khẩu quan trọng trên toàn cầu về một số mặt hàng quan trọng như len, gạo, đậu nành, thịt bò đông lạnh, mạch nha và sữa. Phần lớn sản lượng điện năng của Uruguay được sản xuất từ năng lượng tái tạo như thủy điện và điện gió. Uruguay là thành viên sáng lập của Liên Hợp Quốc, OAS, Mercosur, UNASUR và NAM.
Uruguay được coi là một trong những quốc gia tiên tiến tiến nhất về xã hội ở Mỹ Latinh. Năm 2007, Uruguay là nước đầu tiên ở châu Mỹ Latinh thực hiện kết hợp dân sự cho những người thuộc cộng đồng LGBT. Vào năm 2013, quốc gia này đã trở thành nước đầu tiên trên thế giới hợp pháp hóa hoàn toàn việc sản xuất, mua bán và tiêu thụ cần sa.

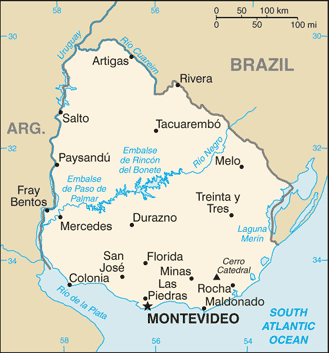
Bản đồ Uruguay

## Từ nguyên
Từ tiếng Tây Ban Nha República Oriental del Uruguay dịch sang tiếng Việt là Cộng hoà Đông Uruguay. Đó là do nước này có vị trí địa lý ở phía đông sông Uruguay. Vì Uruguay trong tiếng Guaraní nghĩa là con sông nơi mà loài chim đang sống nên thời Việt Nam Cộng hòa Uruguay được gọi là Điểu Hà. Địa danh này vẫn được cộng đồng người Việt hải ngoại dùng để chỉ nước Uruguay trong những trận túc cầu.

## Lịch sử

### Tây Ban Nha chinh phục

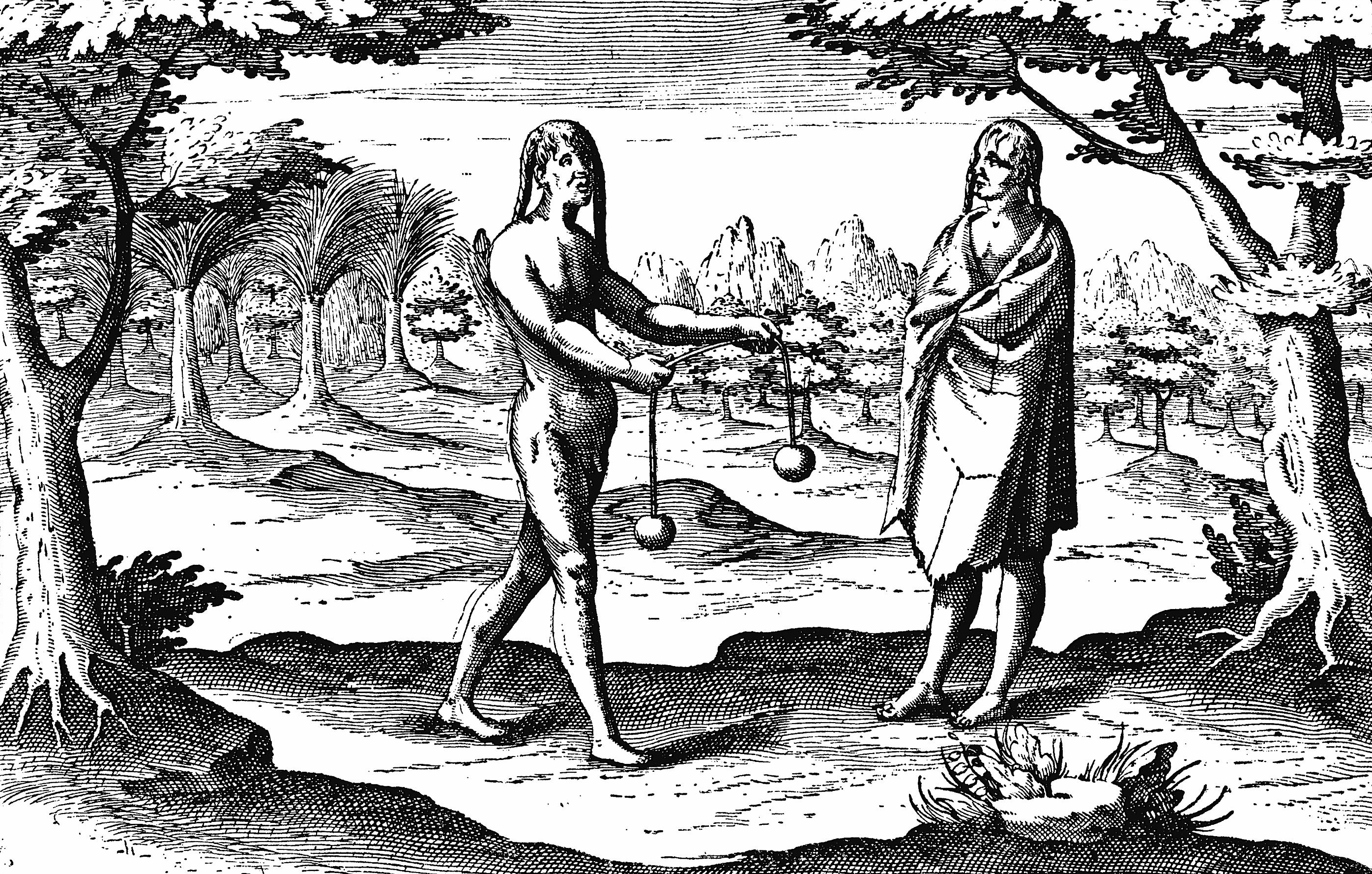
River Plate Người Anh Điêng với Boleadoras (Hendrick Ottsen, 1603)

Khi người Tây Ban Nha đến khai phá Uruguay vào đầu thế kỷ 16 thì bị thổ dân chống đối. Người Bồ Đào Nha lúc bấy giờ đã chiếm được Brasil cũng kéo xuống đòi chủ quyền khiến Uruguay trở thành chiến trường giữa hai đế quốc, Bồ Đào Nha và Tây Ban Nha. Khoảng năm 1669 - 1671, Bồ Đào Nha lập đồn lũy ở Colonia del Sacramento hầu kiểm soát khu vực này. Trong khi đó Tây Ban Nha cũng tìm cách đưa dân đến lập nghiệp để củng cố chủ quyền vì biên giới giữa Phó vương quốc Río de la Plata và Brasil không được ấn định. Năm 1680 quân Tây Ban Nha chiếm được dải đất phía đông sông La Plata mà họ gọi là Banda Oriental nhưng lại hoàn lại cho Brasil năm 1681 sau hòa ước giữa hai nước. Quân Tây Ban Nha lại tiến chiếm mấy đợt nữa: 1705-18, 1762, đến năm 1777 Tây Ban Nha chiếm ưu thế. Triều đình Tây Ban Nha cho xây tòa thành lớn ở Montevideo dùng đó làm căn cứ quân sự và phát triển thành hải cảng lớn. Tầm vóc của Montevideo dần ngang ngửa với Buenos Aires bên Argentina. Vào những năm 1806 - 1807, trong khi bên Âu châu Anh và Pháp lâm chiến thì ở Nam Mỹ cuộc chiến chống Napoleon cũng cuốn Anh, Bồ Đào Nha và Tây Ban Nha vào vòng binh lửa. Vì Tây Ban Nha là đồng minh của Pháp nên hải quân Anh khai hỏa, tấn công Montevideo lẫn Buenos Aires. Cả hai thị trấn thất thủ; quân Anh chiếm được Montevideo vào năm 1807 nhưng không bao lâu thì quân Tây Ban Nha tái chiếm được.

### Đấu tranh giành độc lập khỏi Tây Ban Nha (1811-1814)

Tình hình chính trị vùng sông La Plata đầu thế kỷ 19

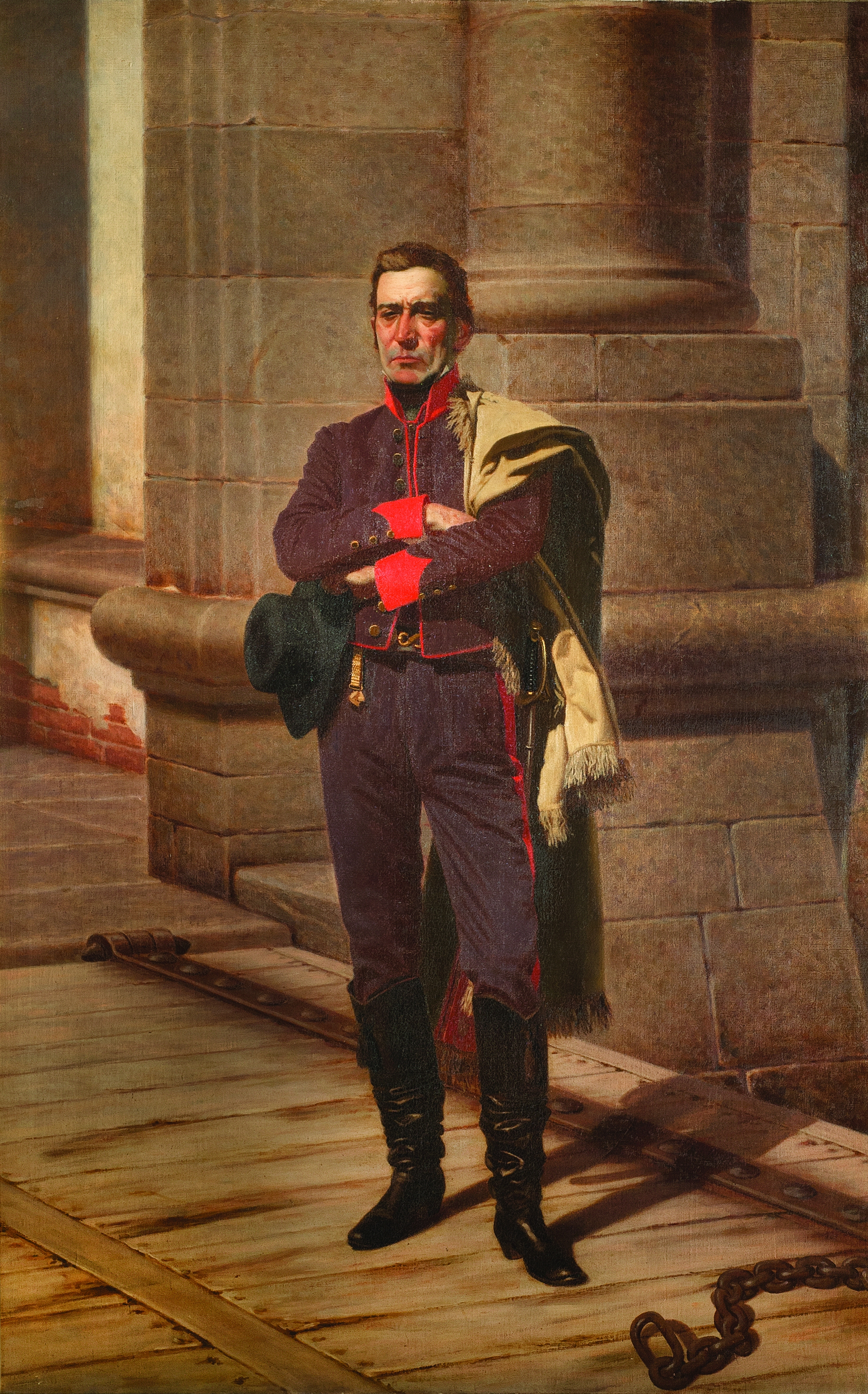
José Gervasio Artigas

Năm 1811, José Gervasio Artigas, dấy binh chống lại chính quyền thuộc địa Tây Ban Nha. Hai bên giao chiến. Ngày 18 tháng 5, 1811 quân của Artigas thắng lớn trong trận Las Piedras; quân triều đình do kinh lược sứ Francisco Javier de Elío chỉ huy tuy thua trên bộ nhưng vẫn còn đường biển nên gửi thư mời quân Bồ Đào Nha tham chiến dẹp quân phiến loạn. Nghe tin thấy quân Bồ sắp vào, phe cách mạng ở Buenos Aires sợ hai mặt thụ địch nên giảng hòa với Elío, chấp nhận cho Elío cai trị Banda Oriental. Artigas giận lắm vì bị phản bội nên rút quân về Entre Ríos.
Chính phủ cách mạng sau đó nhóm họp ở Buenos Aires để chọn quốc hội lập hiến. Artigas thì tranh đấu đòi lập thể chế liên bang để mỗi vùng như Banda Oriental có quyền tự trị về chính trị và kinh tế. Tuy nhiên nhóm Buenos Aires không chịu cho đại biểu của Banda Oriental tham gia và chỉ chấp nhận một thể chế trung ương đơn nhất, tập trung quyền lực vào một nơi.

### Tranh chấp giữa các liên bang & độc lập
Không được nhìn nhận, Artigas rút khỏi Buenos Aires và kéo quân về vây Montevideo vẫn do Elío chỉ huy; chẳng bao lâu thành Montevideo thất thủ, Artigas lên nắm quyền, đó là năm 1815. Artigas tuyên bố chính phủ tự trị và lập Liga Libre tức Liga de los Pueblos Libres (Liên đoàn dân tự do) gồm sáu tỉnh ở hạ lưu sônng Uruguay.
Trong khi đó thấy tình hình rối loạn một vạn quân Bồ Đào Nha kéo vào chiếm lấy Banda Oriental năm 1816, lập ra xứ Cisplatina thuộc Brasil. Thành Montevideo thất thủ Tháng Giêng 1817. Quân của Artigas phải rút về thôn quê hoạt động. Mấy phe lâm chiến đều phái quân vào khu vực: quân của chính phủ Trung ương Buenos Aires (Liên hiệp các tỉnh Río de la Plata), quân địa phương của Artigas và quân Bồ nhưng bất phân thắng bại. Cuộc chiến dai dẳng đến năm 1822 thì Brasil độc lập, lập ra Đế quốc Brasil. Quân Bồ rút đi thay thế bởi quân Brasil; chiến cuộc vẫn tiếp diễn.
Ba năm sau ngày 25 Tháng Tám 1825, Juan Antonio Lavalleja lãnh tụ của nhóm quân địa phương dưới tên 33 Oriental tuyên bố xứ Banda Oriental độc lập, lại được phe Liên hiệp các tỉnh Río de la Plata ở Buenos Aires ủng hộ nên chiến tuyến thu hẹp thành hai phe rõ rệt: quân Brasil và quân độc lập. Hai bên giao chiến gần hai năm (chiến tranh Cisplatina) nhưng tình hình quân sự vẫn không dứt khoát. Vương quốc Anh vốn muốn tình hình ổn định để việc buôn bán được phát đạt bèn đứng làm trung gian giảng hòa để hai bên ký kết Hiệp ước Montevideo năm 1828. Theo đó khai sinh nước Uruguay độc lập. Cả hai thế lực Brasil và Argentina lui binh. Ngày 18 Tháng Bảy 1830 tân chính phủ Uruguay ban hành hiến pháp mới.

### Đại chiến "Guerra Grande" 1839–1852

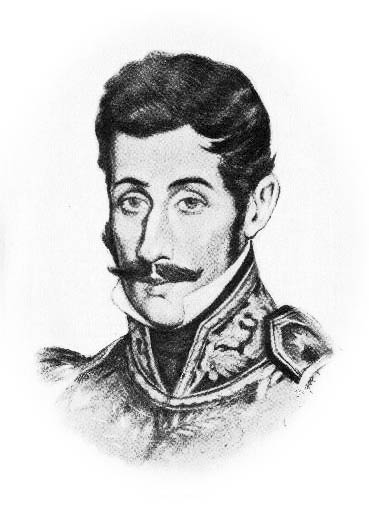
Manuel Oribe

Về mặt đối ngoại Uruguay đã được các nước lân bang công nhận nhưng chính trị quốc nội bị chia rẽ trầm trọng. Bên bảo thủ, tục gọi là phe Blanco (tiếng Tây Ban Nha nghĩa là "trắng") và phe cấp tiến, tục gọi là Colorado ("đỏ") kình nhau trên chính trường suốt gần 100 năm.
Fructuoso Rivera lúc bấy là lãnh tụ phe Colorado, chủ yếu được giới thương gia ở Montevideo ủng hộ; bên Blanco thì có Manuel Oribe làm thủ lãnh, phần lớn do dân quê hậu thuẫn. Mỗi bên đeo băng vải ở tay màu trắng hay màu đỏ để nhận ra nhau. Tình hình bên Argentina cũng tương tự giữa bên cấp tiến và bảo thủ, lôi cuốn luôn chính trị ở Uruguay; mỗi nhóm tìm cách liên kết với đảng phái ngoại bang mà diệt đối thủ quốc nội.
Lúc đảng cấp tiến của Argentina là Unitaria thất thế, nhiều đảng viên phải lưu vong bỏ chạy sang Uruguay. Tổng thống Uruguay lúc bấy giờ là Manuel Oribe thuộc phe bảo thủ Blanco thì lại liên minh với lãnh tụ bảo thủ của Argentina là Manuel de Rosas. Đảng Colorado quốc nội không chấp nhận nên nhân đó nổi loạn ngày 15 Tháng Sáu, 1838 lật đổ Oribe; Oribe chạy thoát được sang Argentina tá túc. Lãnh tụ của đảng Colorado là Rivera lên cầm quyền rồi tuyên chiến với Argentina năm 1839, mở đầu cuộc chiến 13 năm dài. Sử gia Uruguay gọi đó cuộc Đại chiến "Guerra Grande".
Năm 1843, quân Argentina vượt biên giới vào Uruguay để đưa Oribe về nước. Liên minh quân bảo thủ vây hãm thủ đô Montevideo suốt chín năm trời. Phe cấp tiến Colorado của Rivera liền cầu cứu bên Âu châu. Pháp và Ý phê thuận và sửa soạn binh thuyền sang tham chiến. Giuseppe Garibaldi lúc bấy giờ đang lưu vong ở Montevideo được bổ làm chủ tướng của đoàn quân Ý.. Tình hình quân sự càng hỗn loạn. Việc ra vào sông La Plata bị gián đoạn khiến nước Paraguay ở thượng nguồn bị cắt đứt không liên lạc được. Anh và Pháp vốn nắm địa vị thương mại then chốt trong khu vực bị thiệt hại nhiều nên lập liên minh trên danh nghĩa tái lập trật tự nhưng đúng ra là chống lại lãnh tụ Rosas của Argentina. Argentina cũng tuyên chiến với cựu thù Brasil. Chiến thuyền hai nước Anh Pháp cùng với quân Uruguay kéo vào cửa biến phong tỏa hải cảng Buenos Aires. Brasil cũng điều quân tham chiến tiến sâu vào lãnh thổ Argentina.

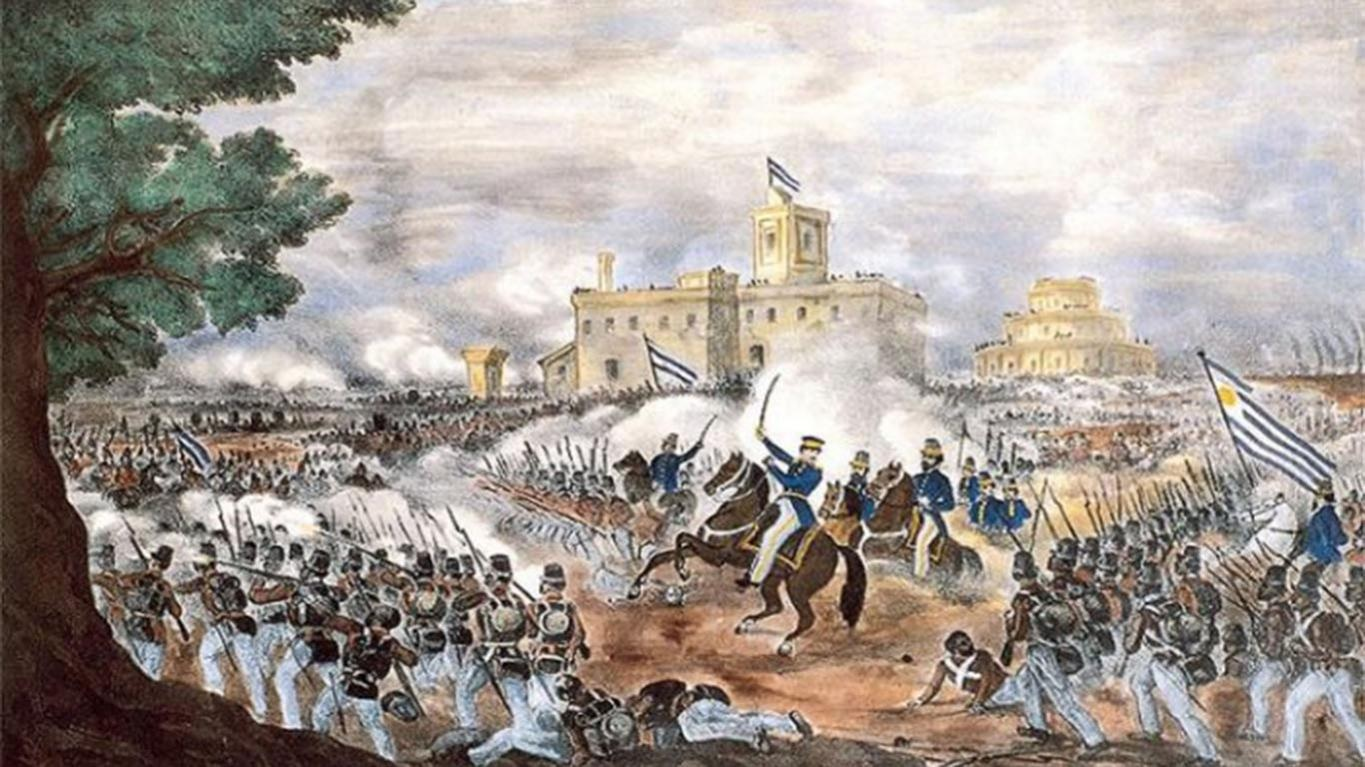
Trận Caseros

Bị dồn vào bước đường cùng Rosas phải xin hòa, ký thỏa thuận với Anh (1849) và Pháp (1850), theo đó quân Argentina phải triệt thoái khỏi Uruguay không ủng hộ Oribe nữa. Oribe phải tự cầm quân cố đánh lấy Montevideo. Năm 1851 tình hình bỗng xáo trộn vì Justo José de Urquiza, sĩ quan Argentina đột nhiên bỏ Rosas mà ủng hộ bọn cấp tiến Unitaria, kéo quân sang Uruguay đánh tập hậu đoàn binh của Oribe, giải vây Montevideo. Quân cấp tiến Colorado trong thành Montevideo ăn mừng. Urquiza sau đó lại liên minh với Uruguay và Brasil kéo quân trở về Argentina, đánh quân của Rosas trong trận Caseros ngày 3 Tháng 2 năm 1852. Rosas thua to phải bỏ Argentina mà lưu vong sang Anh. Hòa bình tái lập với phe cấp tiến cầm quyền ở cả hai nước Argentina và Uruguay.

### Nội chiến và Chiến tranh Tam Đồng minh 1863-70
Tình hình quốc nội Uruguay chưa yên thì thế cuộc lại đẩy Uruguay vào cuộc chiến nữa. Nguyên là năm 1863 Bernardo Prudencio Berro thuộc đảng bảo thủ Blanco đắc cử lên nắm quyền. Đảng cấp tiến Colorado của Venancio Flores bất bình rồi nổi loạn, lật đổ Berro. Flores lại liên kết với Brasil còn Berro thì cầu viện Argentina. Để có thêm hậu thuẫn, Berro mời Francisco Solano López lãnh tụ Paraguay vốn sẵn có hiềm khích với Brasil để giúp đỡ đảng Blanco chống Brasil ở Uruguay.
Quân Brasil tràn vào Uruguay năm 1864 giúp đảng Colorado và Flores giữ được địa vị nhưng mất đến 90% lực lượng. Berro phải rút lui. Paraguay nhân danh đồng minh với chính phủ Berro tuyên chiến với Uruguay của Flores luôn. Vì muốn mở đường tiếp viện từ Paraguay xuống Uruguay, López phải mượn đường cho quân đội Paraguay băng qua lãnh thổ của Argentina. Argentina không thuận cho. López nổi giận đòi gây hấn với Argentina luôn. Thế là tình hình thay đổi toàn diện, chiến cuộc chuyển từ nội chiến Uruguay với hai thế lực Argentina và Brasil đứng sau lưng, nay dồn sang Paraguay với ba nước Uruguay, Brasil và Argentina cùng liên minh đánh Paraguay, sử gọi là chiến tranh Tam Đồng minh. Paraguay đại bại phải cắt đất hàng chục nghìn cây số vuông nhường cho Argentina và Brasil và chịu bồi thường binh phí.
Ở Uruguay oái oăm thay tuy thuộc phe chiến thắng, chính phủ Flores không thu hoạch được gì rồi chính Flores bị ám sát ăm 1868, cùng ngày với cựu thù Berro.

### Thỏa hiệp chia quyền giữa hai đảng Colorado và Blanco
Quốc gia tan hoang vì quá mệt mỏi, hai đảng cấp tiến Colorado và bảo thủ Blanco đành thỏa hiệp năm 1872 chung sống nhưng chia vùng ảnh hưởng: đảng cấp tiến Colorado kiểm soát thủ đô Montevideo và dải duyên hải. Sâu trong lục địa thì đảng bảo thủ Blanco độc quyền ở bốn trong số 13 tỉnh bộ: Canelones, San José, Florida và Cerro Largo. Đảng Blanco cũng được cam đoan một số ghế tối thiểu trong quốc hội.
Ngoài ra đảng Blanco cũng được trả khoản bồi thường nửa triệu Mỹ kim để bù đắp việc rút khỏi thủ đô. Tình hình chính trị bớt bạo động nhưng mầm mống chia rẽ vẫn tồn tại âm ỉ, chi phối chính trường quốc nội vì hiềm khí giữa hai đảng vẫn không bớt. Đảng Colorado lợi dụng đợt cải cách hành chánh thập niên 1890 để giảm uy thế của đảng Blanco nhưng thất bại. Số tỉnh bộ tăng lên từ 13 lên 16 và lần này đảng Blanco được toàn quyền trong sáu tỉnh và 1/3 ghế trong quốc hội.

### Chế độ quân phiệt: Phát triển xã hội và kinh tế hậu bán thế kỷ 19
Năm 1875 trong khi hai đảng Colorado và Blanco còn xung đột thì nội bộ đảng Colorado phân hóa thành hai phe: principista và neto. Nhóm principista sẵn sàng hợp tác với đảng Blanco nhưng nhóm neto thì nhất quyết không chịu đứng chung chấp chính. Thủ lĩnh đảng Blanco là Aparicio Saravia lợi dụng tình thế đó mà liên kết với nhóm tướng lãnh lật đổ tổng thống Pedro Varela mới lên chấp nhiệm được hai tháng. Nhóm quân nhân sau đó lần lượt thay nhau lên nắm quyền, không lập chính phủ dân sự.
1. Lorenzo Latorre (1876–1880),
2. Francisco Antonino Vidal (1880–1882),
3. Maximo Santos (1882–1886),
4. Francisco Antonino Vidal (1886)
5. Maximo Santos (1886)
6. Máximo Tajes (1886–1890)

Nhưng cũng chính vì giới quân nhân lên nắm quyền, dẹp bỏ tranh chấp chính trị giữa hai đảng Blanco và Colorado mà Uruguay tiến vào thời kỳ phát triển vững vàng, lập nền móng cho một nền kinh tế thịnh vượng. Ý kiến của các nhà kỹ nghệ và đại điền chủ đều được hính phủ quan tâm thực hiện. Với khí hậu ôn hòa, đất rộng người thưa, Uruguay xoay sang chiêu mộ di dân từ Âu châu sang lập nghiệp, đại đa số xuất phát từ Ý và Tây Ban Nha. Tỷ lệ di dân nhập cư tăng mạnh từ 48% dân số (1860) lên 68% (1868). Sang thập niên 1870, khoảng 100.000 người Âu châu đã tìm sang Uruguay sinh sống. Tính đến năm 1879 thì chỉ trong hai thập niên Uruguay đã đón nhận 438.000 người. Hơn 100.000 người mới tới lập nghiệp luôn ở thủ đô Montevideo, mang nếp sống Âu Tây cho đô thị non trẻ.
Về mặt kinh tế, ngân hàng đầu tiên khai trương ở Uruguay năm 1857. Tiếp theo là hệ thống đường sắt, điện lực, điện tín tỏa ra nối liền mọi miền thành thị và nông thôn.
Ngành chăn nuôi phát triển mạnh nhất, góp phần cho ngành xuất cảng nổi trội. Các đàn mục súc như chiên cừu nhảy vọt từ ba triệu lên 17 triệu do phương pháp cải tiến chăn nuôi của những dân Âu châu nhập cư.
Montevideo biến thành trung tâm kinh tế lớn vì vị trí thiên nhiên với thương cảng thuận tiện ở cửa sông La Plata. Khác với Buenos Aires, Montevideo không bị nạn cát bồi nghẽn cửa sông nên thương thuyền hàng hải có thể ra vào dễ dàng. Montevideo hiển nhiên trở thành trạm trung chuyển hàng hóa cho cả ba nước: Argentina, Brasil và Paraguay. Các thị trấn Paysandú và Salto dọc sông Uruguay cũng hưởng lợi, phát triển nhanh chóng.

### Đầu thế kỷ 20: tái lập chính phủ dân sự
Uruguay tiếp tục phát triển vào đầu thế kỷ 20 với diện tích chăn nuôi mở rộng. Hàng rào kẽm gai giúp nhà nông kiểm soát đàn mục súc, chủ yếu là cừu và bò, thay vì thả rong phải chăn thành đàn như xưa. Các nông phẩm như da bò và len tăng đáng kể, dẫn đầu các mặt hàng xuất cảng kể từ năm 1884 trở đi. Kỹ thuật đông lạnh và đóng hộp thúc đẩy việc xuất cảng thịt bò. Các nhà kỹ nghệ nhất là người Anh bỏ vốn ra canh tân đường sắt và thương cảng Montevideo để thu lời. Vì chính trị đã tương đối ổn định, tình hình an ninh cũng cải thiện cho dù vấn nạn tham nhũng vẫn đeo đuổi nước Uruguay. 

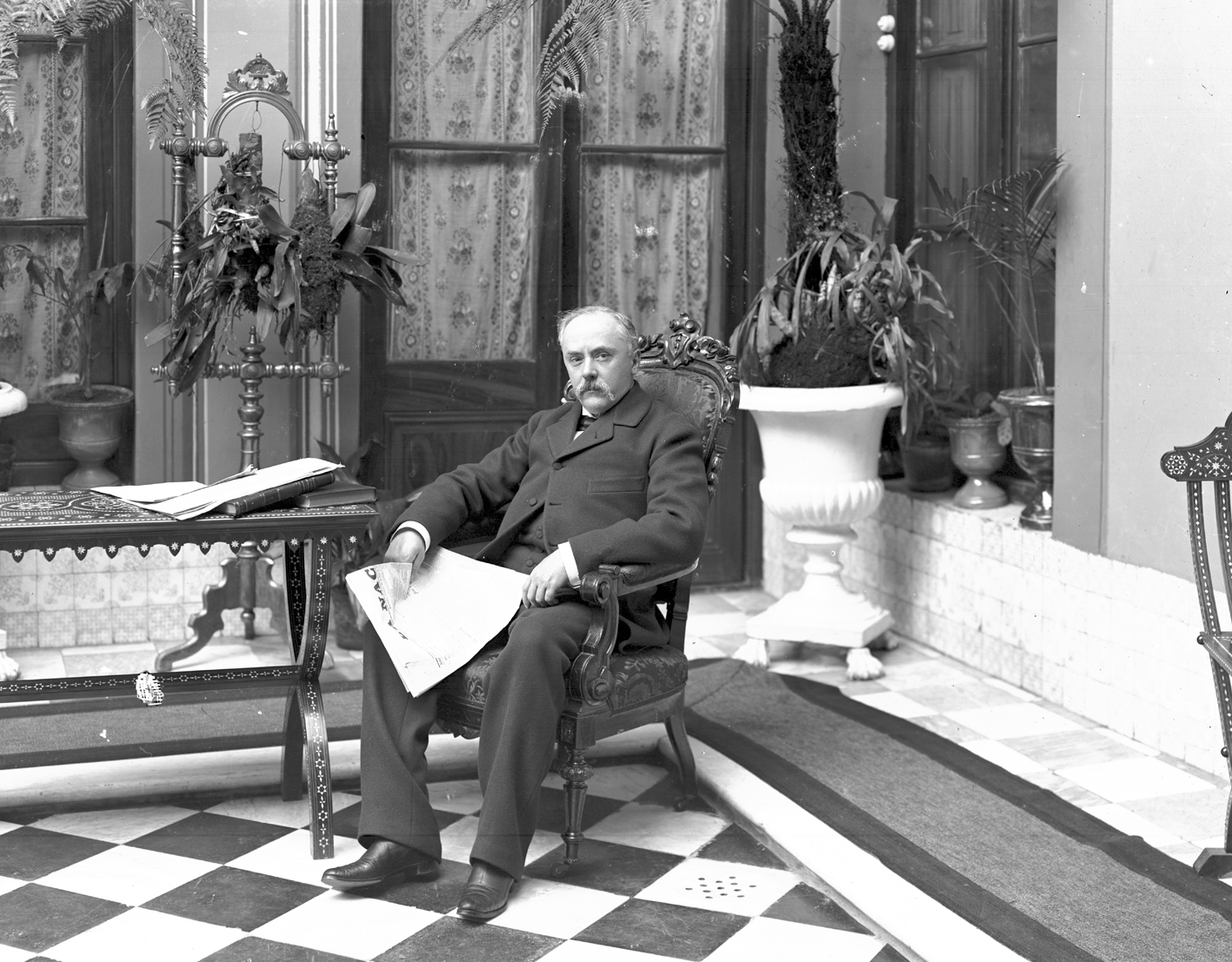
Juan Idiarte Borda

Năm 1890 đảng Colorado trở lại chấp chính khi phe quân nhân rút lui. Tổng thống Juan Idiarte Borda thuộc đảng Colorado không may bị ám sát năm 1897, bỏ trống ghế hành pháp. Đảng Blanco do Aparicio Saravia lãnh đạo đòi đảng Colorado phải nhường quyền nhưng không thành. Năm 1903 đảng Colorado đưa José Batlle y Ordóñez lên làm tổng thống nhưng không lâu sau đó đảng Blanco lại nổi loạn, cả vùng nông thôn bị cuốn vào cơn khói lửa kéo dài tám tháng. Chuỗi bạo động chỉ bị dập tắt khi chủ tịch đảng Blanco là Saravia tử trận. Đảng Colorado lại chiếm ưu thế và đến năm 1905 mở cuộc tổng tuyển cử, đưa nền chính trị Uruguay vượt qua một chặng khủng hoảng lớn.
Batlle là lãnh đạo đảng Colorado, chủ trương dồn hết nỗ lực vào việc phát triển kinh tế. Chính phủ mở rộng tầm kiểm soát và kích thích mọi ngành kể cả xuất công quỹ đầu vốn cho vùng nông thôn nơi Blanco nắm ưu thế. Chính phủ cũng đề ra nhiều cải cách về giáo dục, an ninh xã hội, lao động, và hình sự như hủy bỏ án tử hình và hộ sự như cho phép phụ nữ đứng đơn ly dị. Địa vị của Giáo hội Công giáo La Mã giảm dần, nhường chỗ cho một xã hội dân sự tự do hơn.
Batlle chấp chính hai nhiệm kỳ (1903-1907 và 1911-1915) nhưng cũng lo ngại là bao nhiêu cải cách ông thực hiện sẽ bị đảo ngược trong nay mai nếu tình hình chính trị giữ nguyên công thức hiện hữu, tức là hai đảng Colorado và Blanco tiếp tục đối đầu. Muốn thay đổi toàn diện, Batlle đề nghị soạn hiến pháp mới, trong đó điều khoản quan trọng là lập cơ chế hành pháp tập thể gọi là colegiado để phân quyền. Tổng thống trông coi ngoại giao, quốc phòng và an ninh quốc gia. Phụ tá tổng thống là Consejo Nacional de Administración, tức Hội đồng quốc gia hành chánh, thường gọi là colegiado có chín người, đảm nhiệm những thành phần khác như y tế, kỹ nghệ, lao động, nông nghiệp, giáo dục. Hội đồng này cũng sẽ lãnh phần soạn ngân sách. Sáu trong chín ghế thuộc đảng cầm quyền, ba ghế còn lại do đảng đối lập giữ. Colegiado đầu tiên nhóm họp năm 1919.
Với cơ chế hành pháp phân quyền, Uruguay bước vào thời kỳ ổn định lâu dài. Cuộc Đại khủng hoảng kinh tế toàn cầu thập niên 1920-30 gây ra không ít khó khăn nhưng quốc gia vẫn phát triển về mọi mặt.
Năm 1930, Uruguay là nước tiên phong đăng cai tổ chức World Cup túc cầu. Kỳ đó Uruguay đánh bại đối thủ không ai khác hơn là nước lân bang Argentina với tỷ số 4-2. Uruguay đi vào lịch sử thế giới năm 1930 với sự kiện đó. Hai mươi năm sau Uruguay lần nữa lại đoạt giải vô địch túc cầu năm 1950, lần này chiến thắng đội Brasil.

### 1950-1985: Suy thoái và chế độ quân phiệt lần thứ nhì
Vào cuối thập niên 1950, kinh tế Uruguay phải đối diện với nền kinh tế suy giảm. Ngành xuất cảng yếu dần trong khi lạm phát và tỷ lệ thất nghiệp gia tăng kéo theo bất ổn xã hội: sinh viên và công nhân thường xuống đường phản đối. Phong trào du kích Tupamaros thì theo đuổi đường lối bạo động, chủ trương cướp tiền các cơ quan tài chánh cùng ngân hàng rồi phát lại cho người nghèo. Chính phủ liệt nhóm này vào thành phần khủng bố nên nhất quyết không thương lượng. Tupamaros càng gia tăng hoạt động như bắt cóc và thủ tiêu những công chức họ cho là tham nhũng.
Tình hình suy thoái khiến Tổng thống Jorge Pacheco phải tuyên bố thiết quân luật năm 1968, hạn chế quyền tự do dân sự. Năm 1972 Tổng thống Juan María Bordaberry kế nhiệm theo đuổi chính sách cứng rắn hơn, ra tay diệt các nhóm du kích thiên tả như Movimiento liberación nacional - Tupamaros (viết tắt: MLN-T) tức Phong trào giải phóng quốc gia Tupamaros. Bordaberry cũng ra lệnh giải tán quốc hội. Phe quân nhân từ đó nằm quyền hành pháp từ năm 1973 đến 1985; họ thẳng tay đàn áp các nhóm đối lập. Số tù nhân chính trị lên cao.
Đầu thập niên 1980 phe quân phiệt xúc tiến mở cuộc trưng cầu dân ý thông qua hiến pháp mới để dễ bề tham chính nhưng thất bại. Họ đành phải mở đường nhường quyền lại cho chính phủ dân sự và tổ chức tổng tuyển cử năm 1984. Lãnh tụ đảng Colorado là Julio María Sanguinetti đắc cử tổng thống với nhiệm kỳ 1985-1990, chấm dứt thời kỳ quân phiệt. Thay vì tìm cách truy tố phe quân nhân, Sanguinetti chủ trương hòa giải, thông qua đạo luật ân xá "Ley de Amnistia", khép lại trang sử cũ để thống nhất lòng người.

### Tái lập dân chủ

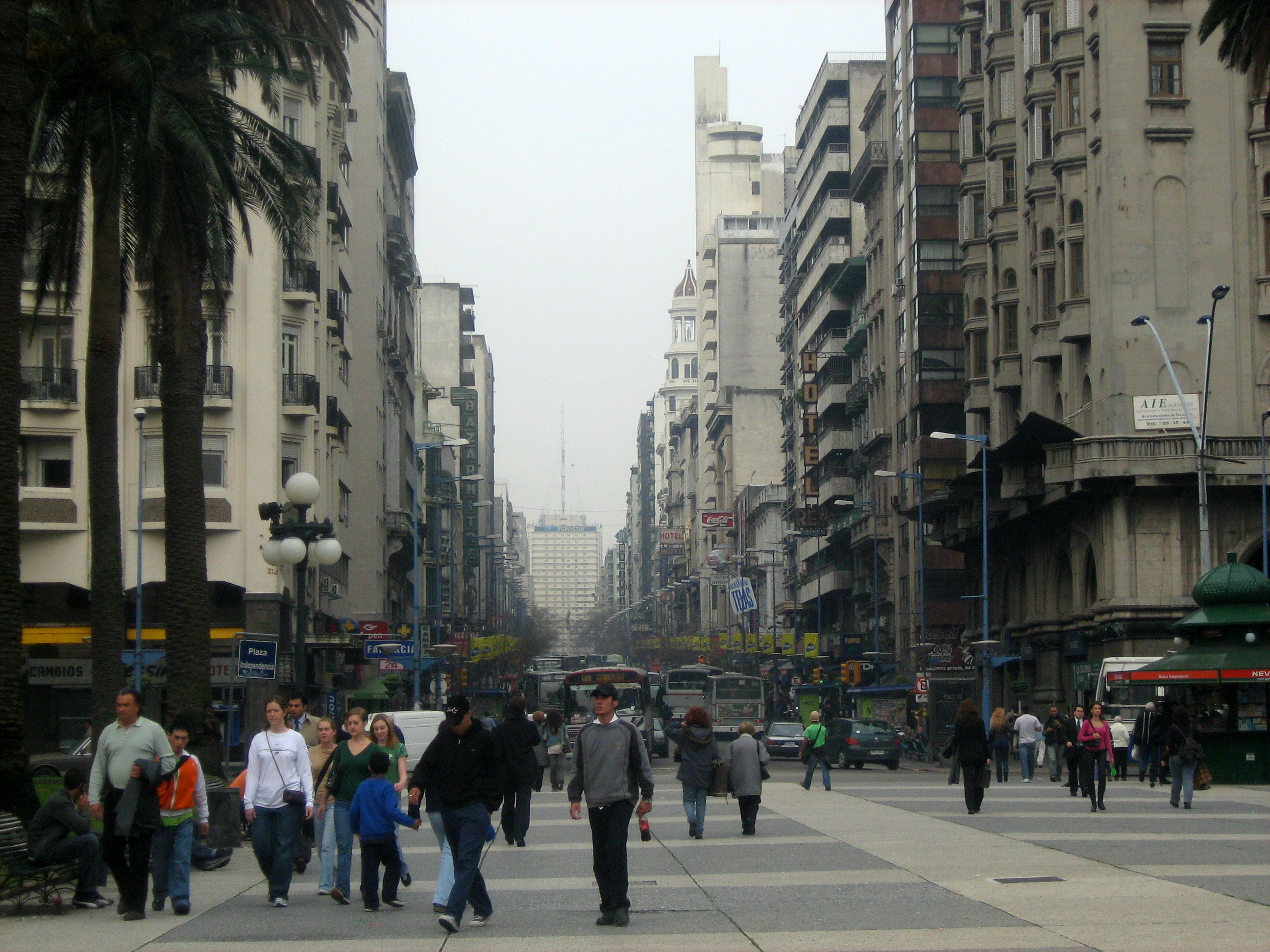
Plaza Independencia (quảng trường Độc lập)

Sanguinetti xúc tiến cải cách kinh tế, tập trung vào việc thu hút thương mại và vốn nước ngoài. Kết quả đạt được một số thành công, triển vọng kinh tế sáng sủa hơn. Chính sách hòa giải của Sanguinetti tuy bị chống đối nhưng cuối cùng được thông qua.
Năm 1989 đảng Quốc gia Blanco của Luis Alberto Lacalle đắc cử, lãnh nhiệm kỳ 1990-1995. Lacalle theo đuổi chính sách mở rộng kinh tế, sáng lập Khối thị trường chung Nam Mỹ (MERCOSUR) năm 1991 cho bốn nước: Uruguay, Argentina, Brasil và Paraguay. Lacalle còn muốn tư hữu hóa nhiều xí nghiệp quốc doanh để giảm nợ công nhưng đề nghị của ông bị triệt hạ trong cuộc trưng cầu dân ý năm 1992.
Trong cuộc bầu cử năm 1994, cựu Tổng thống Sanguinetti lại ra tranh cử và thắng ghế tổng thống (1995-2000). Vì không đảng nào nắm đa số tại quốc hội, đảng Blanco liên minh với đảng Colorado đứng ra lập chính phủ. Những chính sách then chốt cùng hợp tác là cởi mở kinh tế, hội nhập MERCOSUR và soạn hiến pháp mới; bản hiến pháp này ban hành năm 1996.
Đến kỳ tổng tuyển cử năm 1999 thì Uruguay áp dụng phương thức mới với các đảng tổ chức bầu cử sơ bộ cho mỗi chính đảng vào Tháng Tư, đến Tháng 10 thì bầu cử toàn quốc chọn tổng thống và dân biểu. Trước kia thì chỉ bầu hết một lượt. Người đắc cử hành pháp phải chiếm hơn 50% số phiếu. Vì không đạt được túc số, Uruguay phải tổ chức bầu cử vòng nhì. Đảng Blanco lại liên danh với đảng Colorado chọn Jorge Batlle, đánh bại Tabare Vázquez thuộc Mặt trận Quảng đại (Frente Amplio).
Hai đảng Colorado và Blanco tiếp tục liên danh tại quốc hội chống lại Mặt trận Quảng đại nhưng đến Tháng 11 năm 2002, thì đảng Blanco rút khỏi nội các trước hiện tình kinh tế suy thoái. Khủng hoảng kinh tế bên Brasil (1999) và Argentina (2001) kéo luôn Uruguay vào vòng bất trắc lại thêm nạn dịch lở mồm long móng gây thiệt hại nhiều cho ngành chăn nuôi. Tỷ số thất nhiệp lên ngót 20% trong khi lạm phát kéo giá sinh hoạt quá tầm tay người dân trung bình ở Uruguay, đẩy ngưỡng số dân nghèo lên 40%. Chính phủ đề nghị tiếp tục tư hữu hóa các xí nghiệp quốc doanh như ngành dầu khí nhưng bị dân chúng phản đối.

### Đảng thiên tả nắm quyền, hai đảng truyền thống Blanco và Colorado bị loại

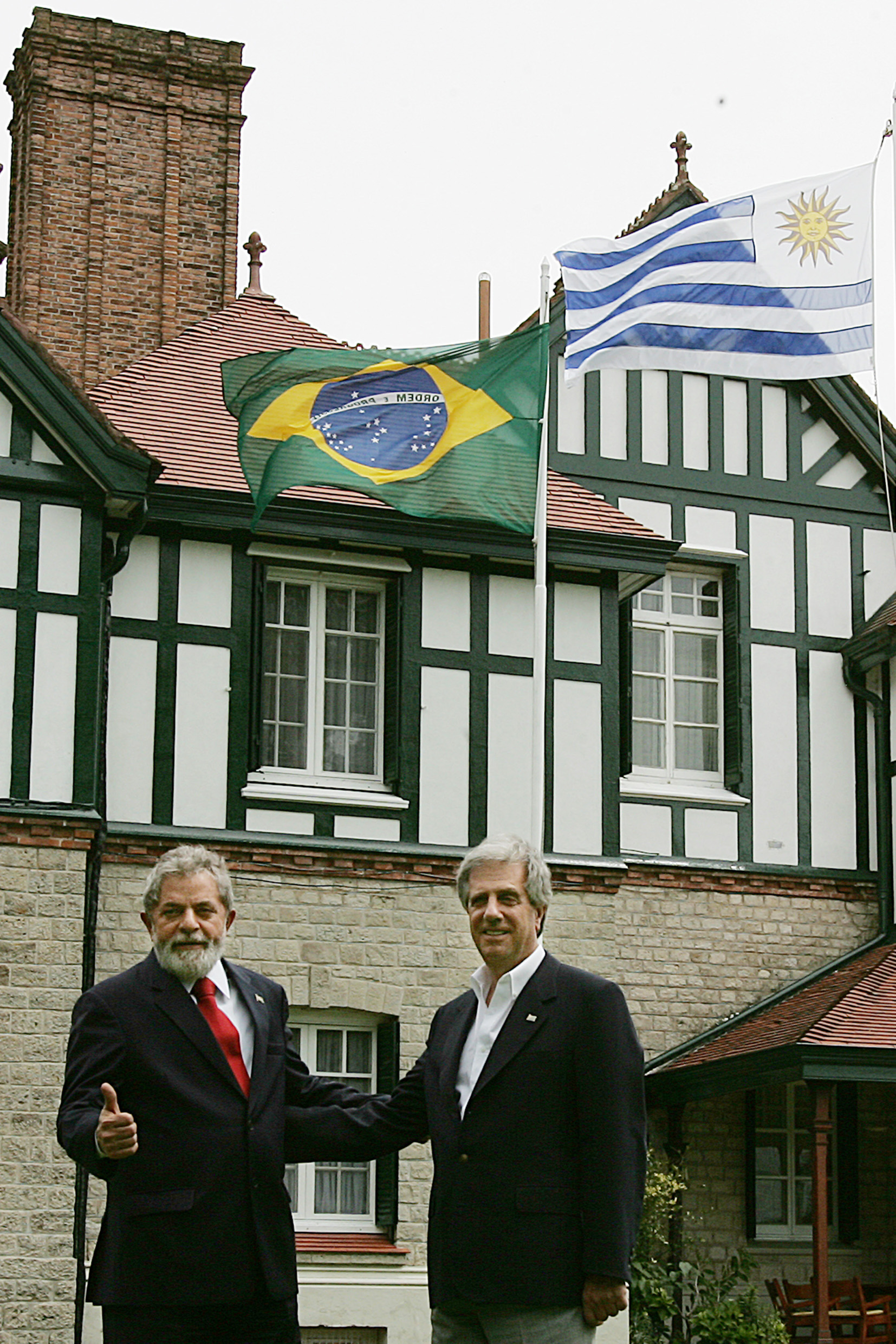
Hai nhân vật thiên tả Nam Mỹ: Tabaré Vázquez của Uruguay và Luiz Inácio Lula da Silva của Brasil

Năm 2004 cử tri Urugauy xoay sang ủng hộ phe đối lập của Tabaré Vázquez thuộc Mặt trận Quảng đại (Frente Amplio). Mặt trận này gồm những tổ chức khuynh tả kể cả cộng sản và Tupamaros. Vázquez đòi truy tố các nhân vật thuộc thời kỳ quân phiệt 1950-1985: Juan Maria Bordaberry và Gregorio Alzarez đều bị tống giam.
Mặt trận Quảng đại lại đắc cử lần nữa năm 2009. Ứng cử viên là José Mujica lên làm tổng thống. Với biệt danh "El Pepe", Mujica trước kia là cựu du kích quân. Thời Vázquez, Mujica làm Bộ trưởng Bộ Chăn nuôi, Nông nghiệp, Thủy sản (2005-2008), sau được bầu vào thượng viện. Mujica chủ trương nhiều chính sách theo đường lối xã hội chủ nghĩa.

## Địa lý

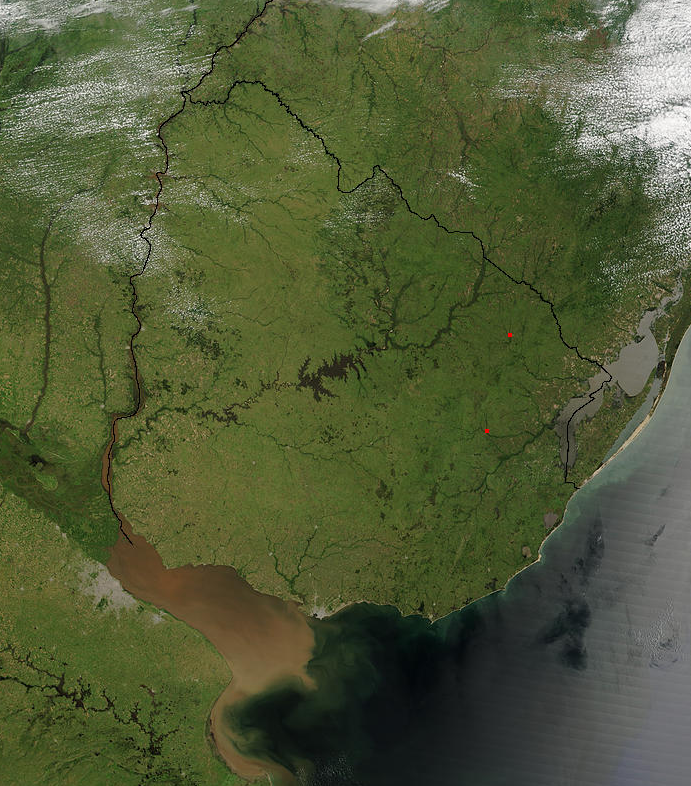
Hình ảnh không gian địa thế Uruguay nhìn từ vệ tinh

Lãnh thổ của Uruguay bao gồm 176.220 km² đất liền và 142.999 km 2 sông, hồ. So với các nước Nam Mỹ châu thì Uruguay là có diện tích nhỏ thứ nhì sau Suriname. Địa hình chủ yếu là bình nguyên đồng cỏ và một số đồi thấp. Điểm cao nhất là đỉnh Cerro Catedral đo được 514 m trong dải đồi Sierra Carapé.

## Khí hậu
Khí hậu Uruguay là khí hậu ôn đới gần giống với khí hậu Việt Nam vì có đủ bốn mùa: xuân, hạ, thu, đông. Tuy nhiên, gió lạnh từ Nam cực chi phố mùa đông còn mùa hè thì luồng khí nóng từ miền nhiệt đới Brasil dồn về. Vì địa hình tương đối bằng phẳng, không có núi non ngăn cản nên thời tiết dễ thay đổi đột ngột.

## Các tỉnh của Uruguay
Uruguay bao gồm 19 tỉnh. Các tỉnh đầu tiên được thành lập từ năm 1816 và gần đây nhất Flores được thành lập vào năm 1885.

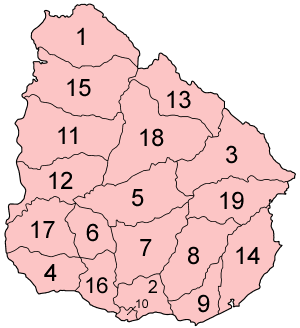
Bản đồ các tỉnh thành của Uruguay theo thứ tự chữ cái.

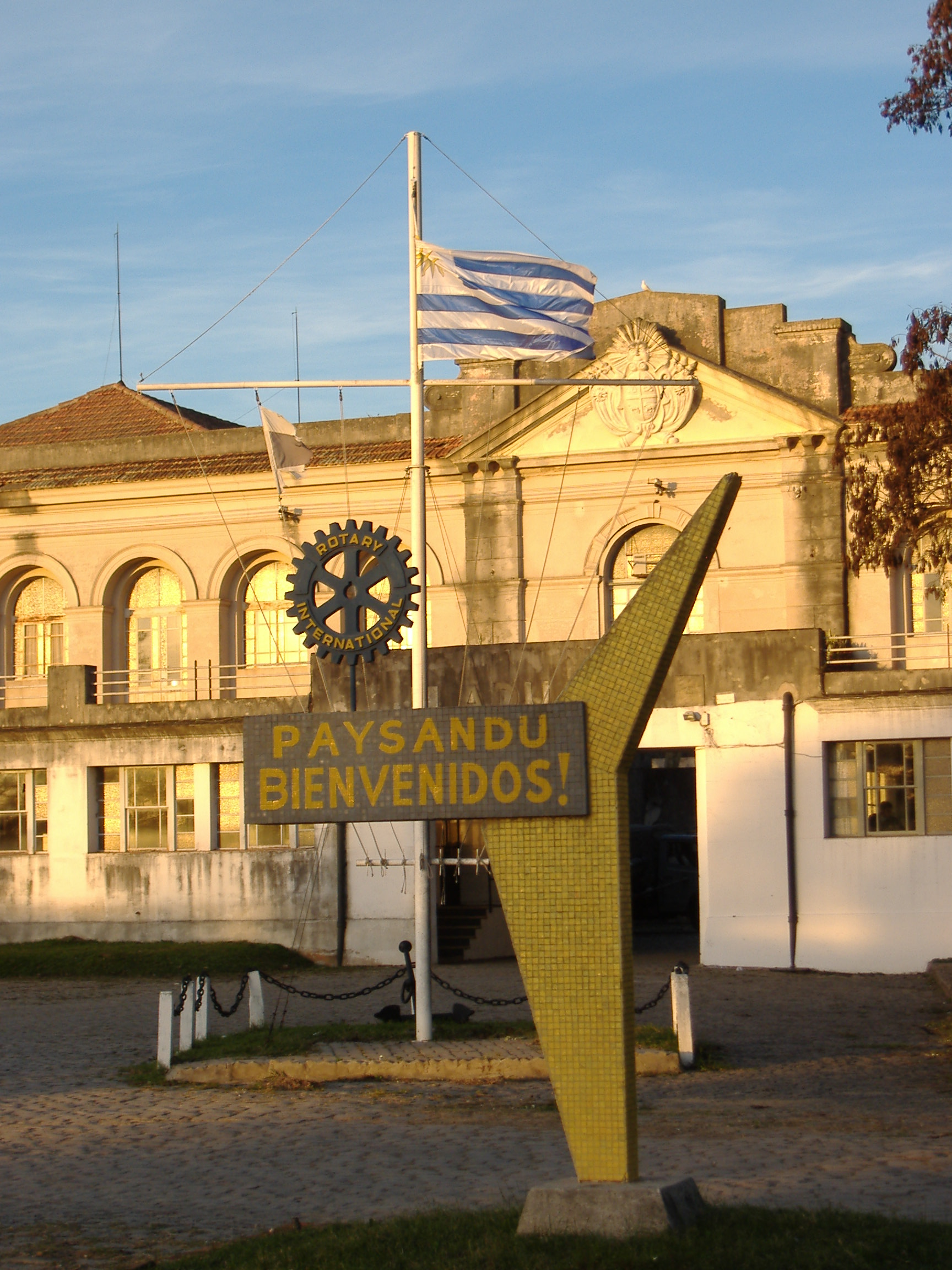
Paysandú

| Tỉnh              | Diện tích (km²) | Dân số    | Thủ phủ                |
| ----------------- | --------------- | --------- | ---------------------- |
| - 1Artigas        | 11,928          | 79,317    | Artigas                |
| - 2Canelones      | 4,536           | 509,095   | Canelones              |
| - 3Cerro Largo    | 13,648          | 89,383    | Melo                   |
| - 4Colonia        | 6,106           | 120,855   | Colonia del Sacramento |
| - 5Durazno        | 11,643          | 60,926    | Durazno                |
| - 6Flores         | 5,144           | 25,609    | Trinidad               |
| - 7Florida        | 10,417          | 69,968    | Florida                |
| - 8Lavalleja      | 10,016          | 61,883    | Minas                  |
| -9 Maldonado      | 4,793           | 147,391   | Maldonado              |
| - 10Montevideo    | 530             | 1,342,474 | Montevideo             |
| -11 Paysandú      | 13,922          | 115,623   | Paysandú               |
| -12 Río Negro     | 9,282           | 55,657    | Fray Bentos            |
| - 13Rivera        | 9,370           | 109,267   | Rivera                 |
| -14 Rocha         | 10,551          | 70,614    | Rocha                  |
| -15 Salto         | 14,163          | 126,745   | Salto                  |
| -16 San José      | 4,992           | 107,644   | San José de Mayo       |
| -17 Soriano       | 9,008           | 87,073    | Mercedes               |
| -18 Tacuarembó    | 15,438          | 94,613    | Tacuarembó             |
| -19 Treinta y Tré | 9,676           | 49,769    | Treinta y Tres         |
| * 2007            |                 |           |                        |

## Kinh tế
Uruguay là nền kinh tế chủ yếu dựa vào thương mại, đặc biệt là xuất khẩu nông sản, khiến cho trong nước dễ bị biến động giá cả hàng hóa.
Chăn nuôi bò, cừu trở thành ngành kinh tế chủ yếu thúc đẩy phát triển các ngành công nghiệp chế biến để xuất khẩu (len, hàng dệt, thịt và ngành da thú). Ngành trồng trọt gồm có: ngũ cốc, mía, cây ăn quả.
Kinh tế gặp nhiều khó khăn do nợ nước ngoài chồng chất. Là nước thành viên của tổ chức Mercosur, Uruguay bị lấn át bởi hai nước láng giềng khổng lồ Brasil và Argentina. Thâm hụt cán cân mậu dịch gia tăng.
Mặc dù nông nghiệp chỉ chiếm 9% GDP, nhưng nông phẩm chiếm hơn 50% hàng xuất khẩu. Uruguay đứng đầu Mỹ Latinh và thứ 6 thế giới về xuất khẩu lúa gạo. Công nghiệp chủ yếu là chế biến nông sản (thịt, sản phẩm da thuộc, len...). Từ giữa thập kỷ 80 của thế kỷ XX, Uruguay theo mô hình kinh tế tự do mới, giảm được lạm phát và thâm hụt ngân sách, cân đối xuất nhập khẩu. Uruguay là một trong những nước có điều kiện và chính sách lao động tự do nhất ở châu Mỹ.
Từ năm 1999, kinh tế Uruguay suy thoái, một nguyên nhân lớn là do tác động của việc phá giá tiền tệ của Brasil làm giảm sức cạnh tranh của hàng hoá Uruguay và ảnh hưởng của khủng hoảng kinh tế Argentina. Tháng 6 năm 2002, chính phủ quyết định thả nổi đồng pê xô, đồng đô la Mỹ tăng giá 60% so với nội tệ, giúp cho hàng hoá xuất khẩu của Uruguay tăng sức cạnh tranh nhưng cũng gây ra đổ vỡ tín dụng, khủng hoảng hệ thống ngân hàng, làm giảm sức mua của người tiêu dùng và tăng lạm phát từ 4% (2001) lên tới 26% (2002).
Uruguay có môi trường đầu tư tốt, hệ thống pháp lý mạnh và thị trường tài chính mở cửa. Chiến lược của chính phủ hiện nay là kích thích tăng trưởng dựa trên việc đẩy mạnh xuất khẩu sang các nước bạn hàng truyền thống trong khối Mercosur, EU và Bắc Mỹ. Với châu Á, Uruguay có quan hệ thương mại với Nhật Bản, Trung Quốc, Hàn Quốc, Singapore, Malaysia và Indonesia... Uruguay xuất hàng truyền thống như thịt bò, lúa gạo, len, cá, da thuộc và đồ da; nhập khẩu máy móc, hoá chất, nhiên liệu, hàng tiêu dùng, quần áo...
Tính đến năm 2016, GDP của Uruguay đạt 54.374 USD, đứng thứ 79 thế giới và đứng thứ 14 khu vực Mỹ Latin.

### Nông nghiệp
Năm 2010, ngành nông nghiệp định hướng xuất khẩu của Uruguay đóng góp 9,3% GDP và sử dụng 13% lực lượng lao động. Số liệu thống kê chính thức từ Bộ Nông nghiệp và Chăn nuôi Uruguay cho biết chăn nuôi thịt và cừu ở Uruguay chiếm 59,6% diện tích đất. Tỷ lệ tăng thêm lên 82,4% khi chăn nuôi gia súc gắn với các hoạt động nông nghiệp khác như sữa, thức ăn gia súc và luân canh với các loại cây trồng như gạo.
Dựa theo FAOSTAT, Uruguay là một trong những nước sản xuất nhiều nhất đậu tương (9th), len trơn (12th), thịt ngựa (14th), sáp ong (14th) và mộc qua (17th). Hầu hết trang trại (25,500 trong số 39,120) được quản lý quy mô gia đình; thịt bò và len là hoạt động chính và nguồn thu nhập chính cho 65% trong số đó, tiếp đến là nông nghiệp rau đạt 12%, chăn nuôi bò sữa đạt 11%, lợn đạt 2% và gia cầm cũng ở mức 2%. Thịt bò là mặt hàng xuất khẩu chính của quốc gia, với tổng trị giá hơn 1 tỷ USD năm 2006.

## Chính trị
Uruguay là một nền cộng hòa dân chủ. Tổng thống giữ cả hai vai trò đứng đầu nhà nước và chính phủ. Tổng thống giữ quyền hành pháp. Quốc hội, gồm thượng viện và hạ viện giữ quyền lập pháp. Bộ tư pháp nắm quyền tư pháp.
Đảng Colorado và các đảng khác đã đấu tranh giành quyền lực trong suốt phần lớn lịch sử Uruguay. Tuy nhiên, vào cuộc bầu cử năm 2004, một mặt trận rộng đã được thành lập gồm liên minh của Tupamaros, cộng sản, Đảng Dân chủ Thiên chúa giáo trong số những người được bầu vào quốc hội. Tabare Vazquez được bầu làm Tổng thống.
Hiến pháp đầu tiên của Uruguay được thông qua vào năm 1830, sau Hiệp ước Montevideo theo đó thành lập nhà nước Uruguay.
Uruguay là nước đứng thứ 25 trong Chỉ số nhận thức tham nhũng.
Hiến pháp Uruguay cho phép sử dụng trưng cầu dân ý để thay đổi luật pháp và hiến pháp.

## Giao thông vận tải

### Đường bộ
Đường quốc lộ kết nối Montevideo và các thành phố lớn khác trong nước. Đường cao tốc chính dẫn tới những vùng biên giới. Những con đường nhỏ khác không được trải nhựa nối các trang trại và thị trấn nhỏ. Đường sá phát triển mạnh sau khi Khối thị trường chung Nam Mỹ được thành lập vào những năm 1990. Hầu hết hàng hóa vận chuyển trong nước được chuyên chở bằng đường bộ chứ không phải đường sắt.

### Đường sắt
Mạng lưới đường sắt hầu hết đều đã cũ (mua của Anh từ Chiến tranh thế giới thứ nhất) trừ một đường nhỏ chạy từ Montevideo đi San José de Mayo, qua các thành phố Las Piedras và Canelones.

### Đường thủy
Cảng biển chủ yếu ở Montevideo, Tàu thuyền di chuyển trong nội địa có các kích thước khác nhau, một dịch vụ tàu cánh ngầm kết nối Buenos Aires với Montevideo và Colonia del Sacramento qua Rio de Plata.

### Hàng không
Một sân bay quốc tế nằm gần khu nghỉ mát bãi biển Carrasco một khoảng 21 km từ trung tâm thành phố Montevideo. Các hãng hàng không thuộc sở hữu của chính phủ, Primeras Líneas Uruguayas de Navegación Aérea (PLUNA), liên kết các điểm đến Montevideo với một số sân bay quốc tế.

## Xã hội

### Tôn giáo
| Tôn giáo tại Uruguay (2010) | Tôn giáo tại Uruguay (2010) | Tôn giáo tại Uruguay (2010) | Tôn giáo tại Uruguay (2010) | Tôn giáo tại Uruguay (2010) |
| --------------------------- | --------------------------- | --------------------------- | --------------------------- | --------------------------- |
| Tôn giáo                    | Tôn giáo                    |                             | Tỷ lệ                       | Tỷ lệ                       |
| Kitô giáo                   | Kitô giáo                   |                             | 57.9%                       | 57.9%                       |
| Tín ngưỡng dân gian         | Tín ngưỡng dân gian         |                             | 0.8%                        | 0.8%                        |
| Do Thái giáo                | Do Thái giáo                |                             | 0.3%                        | 0.3%                        |
| Khác                        | Khác                        |                             | 0.3%                        | 0.3%                        |
| Không tôn giáo              | Không tôn giáo              |                             | 40.7%                       | 40.7%                       |

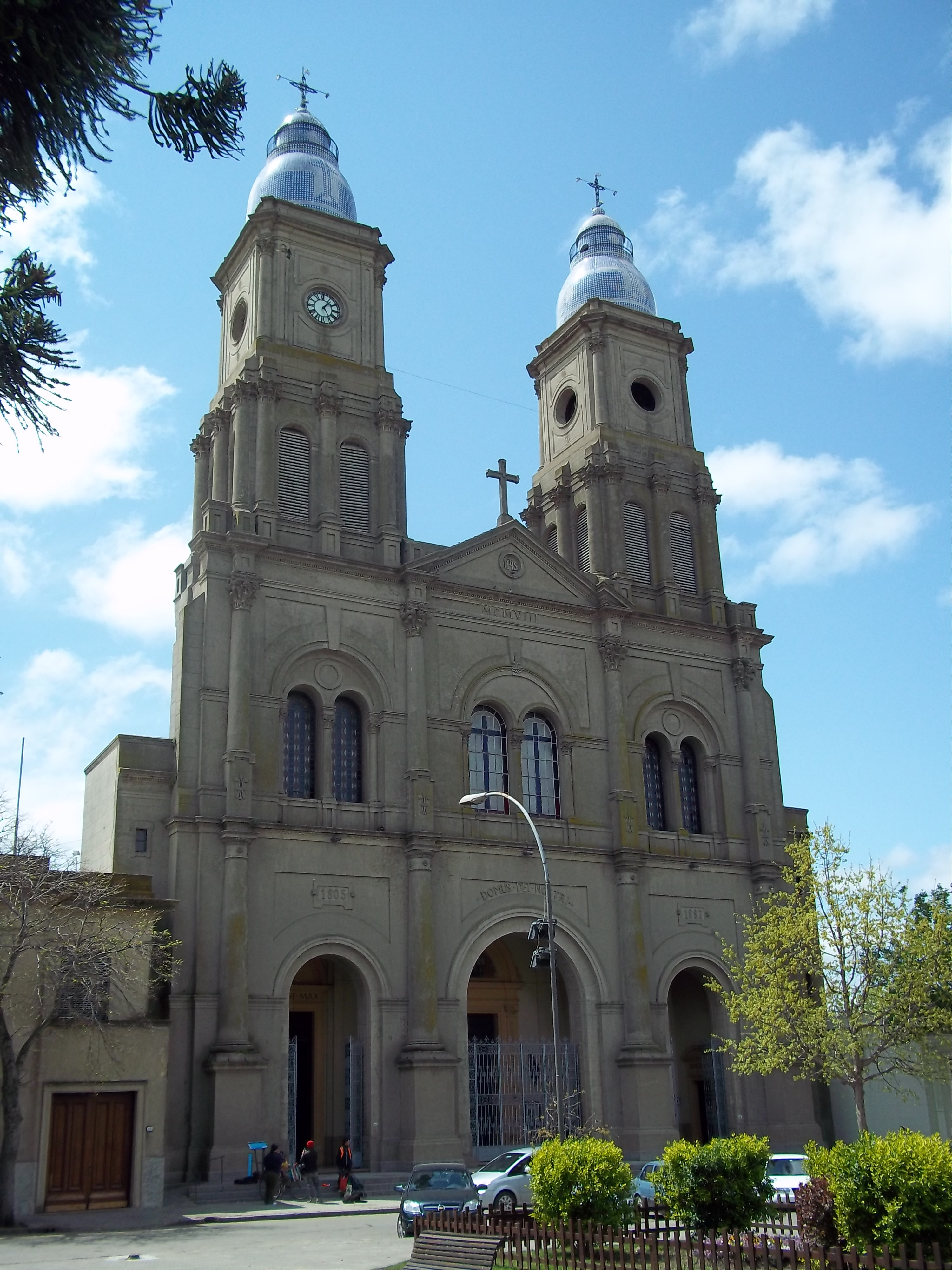
Vương cung thánh đường Nhà thờ Florida ở Montevideo, tức nhà thờ chính tòa tổng giáo phận Montevideo

Uruguay không có tôn giáo chính thức của nhà nước, nhà thờ và nhà nước được chính thức tách ra, và tự do tôn giáo được đảm bảo. Một cuộc khảo sát năm 2008 của Viện Nacional de Estadística của Uruguay cho thấy Công giáo Rôma là tôn giáo chính, với 45,7% dân số tin theo, 9,0% là Kitô hữu khác ngoài Công giáo, 0,6% là Thuyết duy linh hoặc Umbandists (một tôn giáo bản địa), và 0,4% là người Do Thái giáo, 30,1% cho biết họ có tin tưởng vào một vị thần, nhưng không thuộc tôn giáo nào, trong khi 14% là người vô thần hoặc bất khả tri.
Giới quan sát chính trị xem Uruguay quốc gia thế tục nhất ở châu Mỹ. Uruguay thế tục hóa bắt đầu với vai trò tương đối nhỏ của nhà thờ trong thời kỳ thuộc địa, so với các bộ phận khác của đế quốc Tây Ban Nha. Sau khi độc lập, ý tưởng chống đối ảnh hưởng của tôn giáo đối với chính quyền lan rộng tới Uruguay, đặc biệt là từ Pháp, tiếp tục làm xói mòn ảnh hưởng của nhà thờ đối với chính phủ. Năm 1837, hôn nhân dân sự đã được công nhận và năm 1861 nhà nước tiếp quản các hoạt động của các nghĩa trang nhân dân vốn do nhà thờ đảm trách. Trong năm 1907, ly hôn đã được hợp pháp hóa và năm 1909, tất cả các chương trình giáo dục giảng dạy tôn giáo đã bị cấm tại tất cả các trường công lập nhà nước. Dưới ảnh hưởng của các cải cách tự do, do nhà lãnh đạo Colorado José Batlle y Ordóñez (1903-1911) đề xướng, một bản Hiến pháp mới đã được ban hành năm 1997 đã tách hoàn toàn ảnh hưởng của nhà thờ đối với nhà nước.
Theo khảo sát chính thức gần đây nhất khoảng 58,1% dân số Uruguay xác định mình là Kitô giáo (47% Công giáo La Mã, Tin Lành 11,1%), và khoảng 40,89% dân số không xưng tôn giáo (23,2% "tin vào Thiên Chúa nhưng không có tôn giáo", 17,2% là người vô thần), 0,6% là tín đồ của các tôn giáo châu Phi khác, 0,5% là người Do Thái giáo, và 0,4% theo tôn giáo khác.
Có khoảng 2,3 triệu người Công giáo Rôma trong cả nước. Có 9 giáo phận trực thuộc tổng giáo phận Montevideo; Chủ tịch Hội đồng Giám mục Uruguay hiện nay lag Tổng giám mục Nicolas Cotugno Fanizzi, người được bổ nhiệm vào tháng 12 năm 1998. Các vị thánh bảo trợ của Uruguay là Maria, hiện được tôn kính tại Vương cung thánh đường Nhà thờ Florida.
Hồi giáo ở Uruguay ước tính có từ 300 đến 400 người, đại diện cho 0,01 phần trăm dân số. Có hai trung tâm Hồi giáo, tại Montevideo.
Hiện nay, có từ 20.000-25.000 người Do Thái giáo sống ở Uruguay, với 95% cư trú tại Montevideo. Có một cộng đồng nhỏ ở Paysandú. Khoảng 75% trong số đó là nhánh Do Thái giáo Ashkenazi và 11% thuộc nhánh Sephardi. Đến năm 2003, có 20 giáo đường Do Thái, nhưng chỉ có sáu trong số đó tổ chức các buổi lễ Shabbat hàng tuần.
Đức tin Bahá'í được truyền bá đến Uruguay bởi Abdu'l-Baha, một trong những người đứng đầu tôn giáo này trong năm 1916. Hội đồng tin thần Bahá'í địa phương đầu tiên tại Montevideo được bầu vào năm 1942. Năm 1961, Hội đồng tinh thần Bahá'í Uruguay được thiết lập và tới năm 1963 đã có ba Hội đồng tinh thần Bahá'í địa phương. Năm 2001 có khoảng 4.000 tín đồ Baha'is tại Uruguay và đến năm 2005, đã tăng lên 7.300 người.

## Văn hóa

### Văn học

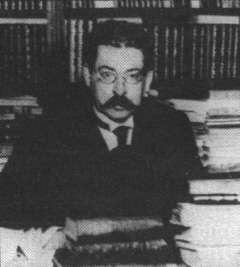
José Enrique Rodó

José Enrique Rodó (1871 - 1917) nhà văn thuộc chủ nghĩa hiện đại, được coi là biểu tượng văn học nổi bật nhất của Uruguay. Tác phẩm Ariel (1900) của ông đặt vấn đề gìn giữ các giá trị tâm linh trong khi theo đuổi vật chất và tiến bộ kĩ thuật.

### Thể thao

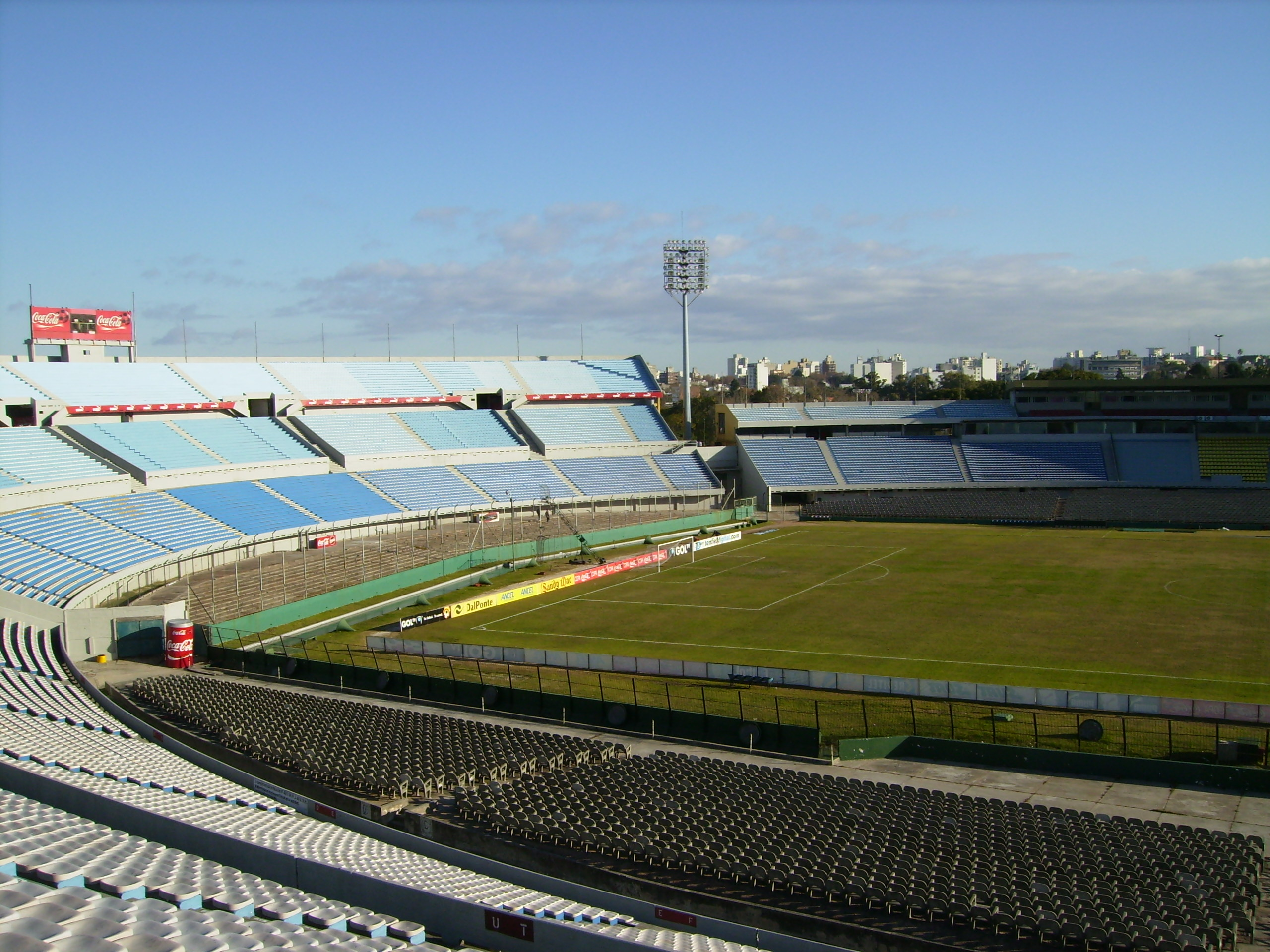
Sân vận động Centenario

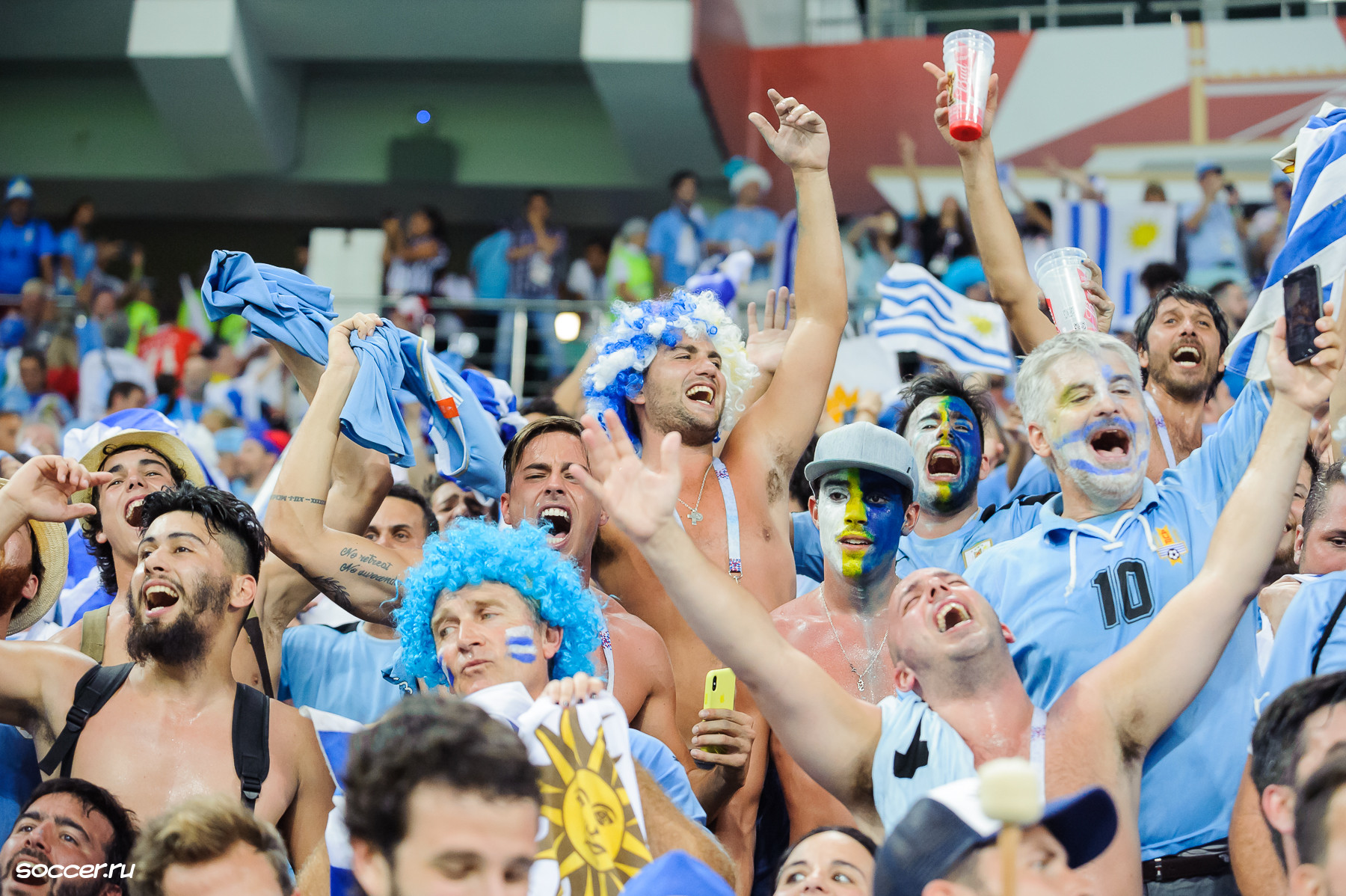
Cổ động viên Uruguay tại FIFA World Cup 2018 tại Nga

Bóng đá là môn thể thao phổ biến nhất ở Uruguay. Trận bóng đá quốc tế đầu tiên được tổ chức ngoài đảo Anh là giữa Uruguay và Argentina tại Montevideo tháng Bảy năm 1902 Uruguay tham dự Thế vận hội từ năm 1924 và đoạt huy chương Vàng Bóng đá tại hai kì Thế vận hội liên tiếp 1924 tại Paris và 1928 tại Amsterdam.
Đội tuyển bóng đá quốc gia Uruguay từng vô địch FIFA World Cup 2 lần: lần thứ nhất tại sân nhà và là kì World Cup đầu tiên năm 1930 và lần thứ hai đánh bại Brazil tại trận chung kết ngay tại sân của họ năm 1950. Số lượng chức vô địch của Uruguay tại Copa América lớn hơn bất kì nước nào khác: Chức vô địch năm 2011 đánh giấu lần thứ 15 đăng quang của họ trên đấu trường bóng đá châu lục. Uruguay còn là quốc gia ít dân nhất từng vô địch World Cup. Mặc dầu Uruguay đạt được những thành công ban đầu, họ bỏ lỡ 3 trong 4 kì World Cup từ 1994 đến 2006. Uruguay có màn trình diễn đáng được biểu dương ở FIFA World Cup 2010 khi họ vào tới vòng bán kết sau 40 năm chờ đợi. Trong giải đấu này, cầu thủ Diego Forlán được trao giải Quả bóng vàng cho cầu thủ xuất sắc nhất giải.